# Exterior Gateway Protocol
Exterior Gateway Protocol (EGP) je nyní zastaralý směrovací protokol pro Internet, který v roce 1982 popsal Eric C. Rosen z firmy Bolt, Beranek a Newman a David L. Mills.

## Informace
EGP byl poprvé popsán v RFC 827 a formálně definován v RFC 904 (1984). Jedná se o jednoduchý protokol, který předává pouze informace o dosažitelnosti, a na rozdíl od moderních protokolů používajících vektory vzdáleností nebo vektory tras funguje pouze ve stromových topologiích.
V raných fázích Internetu byl EGP verze 3 (EGP3) používán pro směrování mezi autonomními systémy. V současnosti se k tomuto účelu používá BGP verze 4, který je přijatým standardem pro internetové směrování a v zásadě nahradil omezenější protokol EGP3.